# François Buzot
François Nicolas Léonard Buzot, francoski odvetnik in politik, * 1. marec 1760, Évreux, Normandija, † 24. junij 1794, Saint-Émilion, Gironde.
Ob izbuhu francoske revolucije je deloval kot odvetnik v svojem domačem kraju. Leta 1789 je bil izbran za poslanca v državnih stanovih, kjer je postal znan po svojih radikalnih stališčih. Zahteval je nacionalizacijo posesti rimokatoliške Cerkve in pravico do nošenja orožja za vse francoske državljane. Po razpustitvi Narodne skupščine se je vrnil v Évreux, kjer je bil imenovan za predsedujočega kazenskemu sodišču.
Leta 1792 je bil izvoljen za poslanca državnega Konventa. Pod vplivom prijateljice Madame Roland se je pridružil žirondistom, kjer je kmalu vstopil v polemiko z glavnim tekmecem žirondistov Maratom ob svoji zahtevi po oblikovanju narodne garde po novoustanovljenih departmajih, ki bi branila Konvent pred pariško hordo radikalnih militantnih delavcev spodnjega razreda sankilotov (sans-culottes). Njegov predlog je bil sicer prenesen, vendar nikoli uveljavljen. Parižani so si ga posledično izpostavili kot cilj svojega sovraštva. Na sojenju kralju Ludviku XVI. se je Buzot izrekel za njegovo smrt, vendar z možnostju pritožbe in odlogom kazni. Prav tako se je izrekel za smrtno obsodbo rojalistom emigrantom, ki se niso vrnili v Francijo kot tudi vsem tistim, ki bi zahtevali ponovno vzpostavitev monarhije. Istočasno je nasprotoval Dantonu in montanjardom ter zavrnil vzpostavitev Odbora za javno varnost in Revolucionarno sodišče.
S prepovedjo delovanja žirondistov 2. junija 1793 je pobegnil, zavetišče si je našel v Calvadosu, kjer je sodeloval pri organiziranju žirondinske vstaje proti Konventu, ki pa je bila kmalu zatrta. Skupaj s Pétion de Villeneuvom sta zbežala v Saint-Émilion blizu Bordeauxa, kjer sta se skrivala. Njuna trupla so našli v bližnjem gozdu mesec dni po domnevno storjenima samomoroma.
François Buzot je za seboj pusti svoje Spomine (Memoirs), prvikrat izdane v letu 1823.